# Dzierżęcin
Dzierżęcin (Duits Dörsenthin) is een plaats in het Poolse district  Sławieński, woiwodschap West-Pommeren. De plaats maakt deel uit van de gemeente Postomino en telt 70 inwoners.